# Malagazzia multitentaculata
Malagazzia multitentaculata är en nässeldjursart som först beskrevs av Menon 1932.  Malagazzia multitentaculata ingår i släktet Malagazzia och familjen Malagazziidae.
Artens utbredningsområde är Indiska oceanen. Inga underarter finns listade i Catalogue of Life.